# Gerburg Jahnke

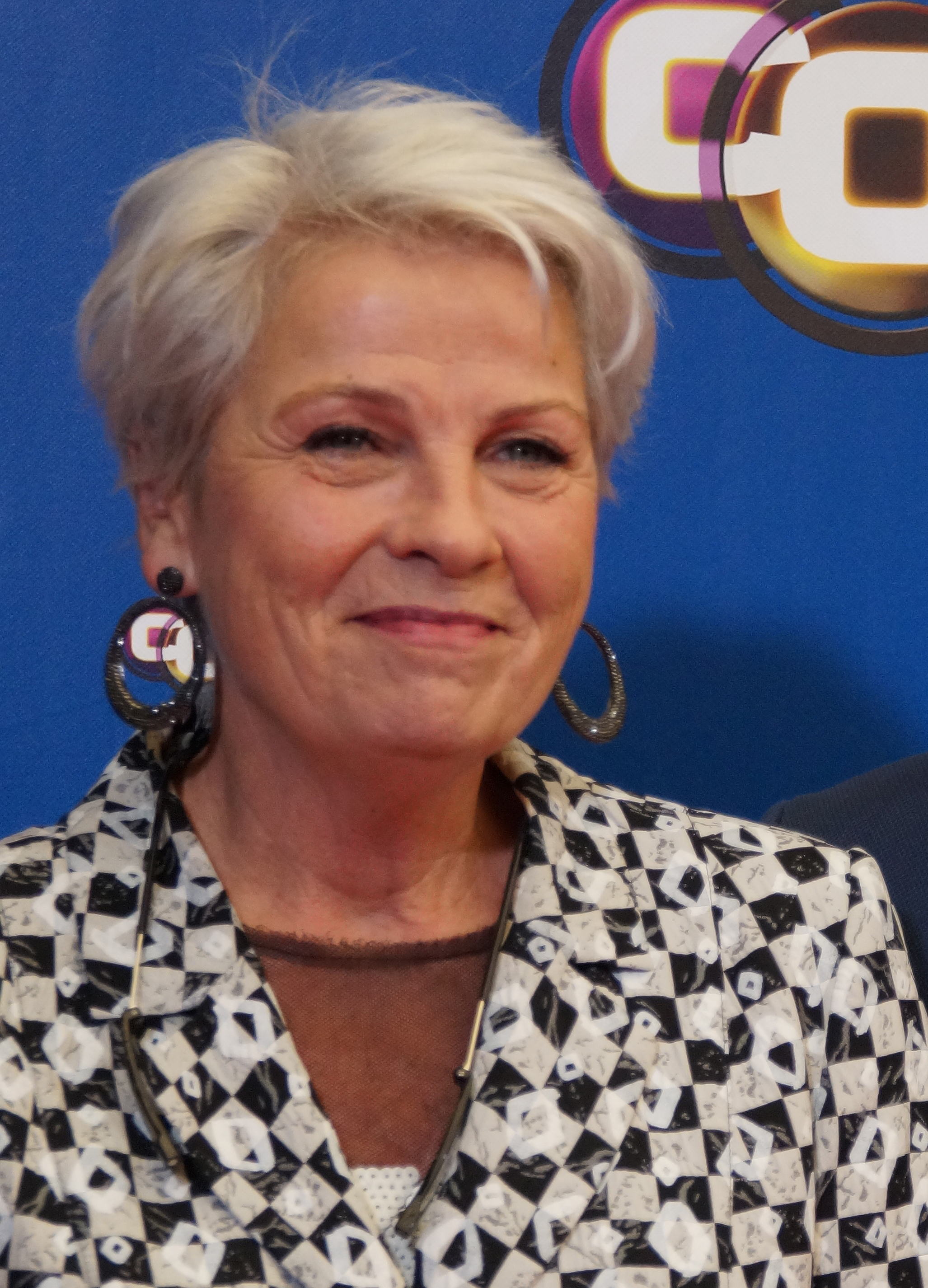
Gerburg Jahnke (2016)

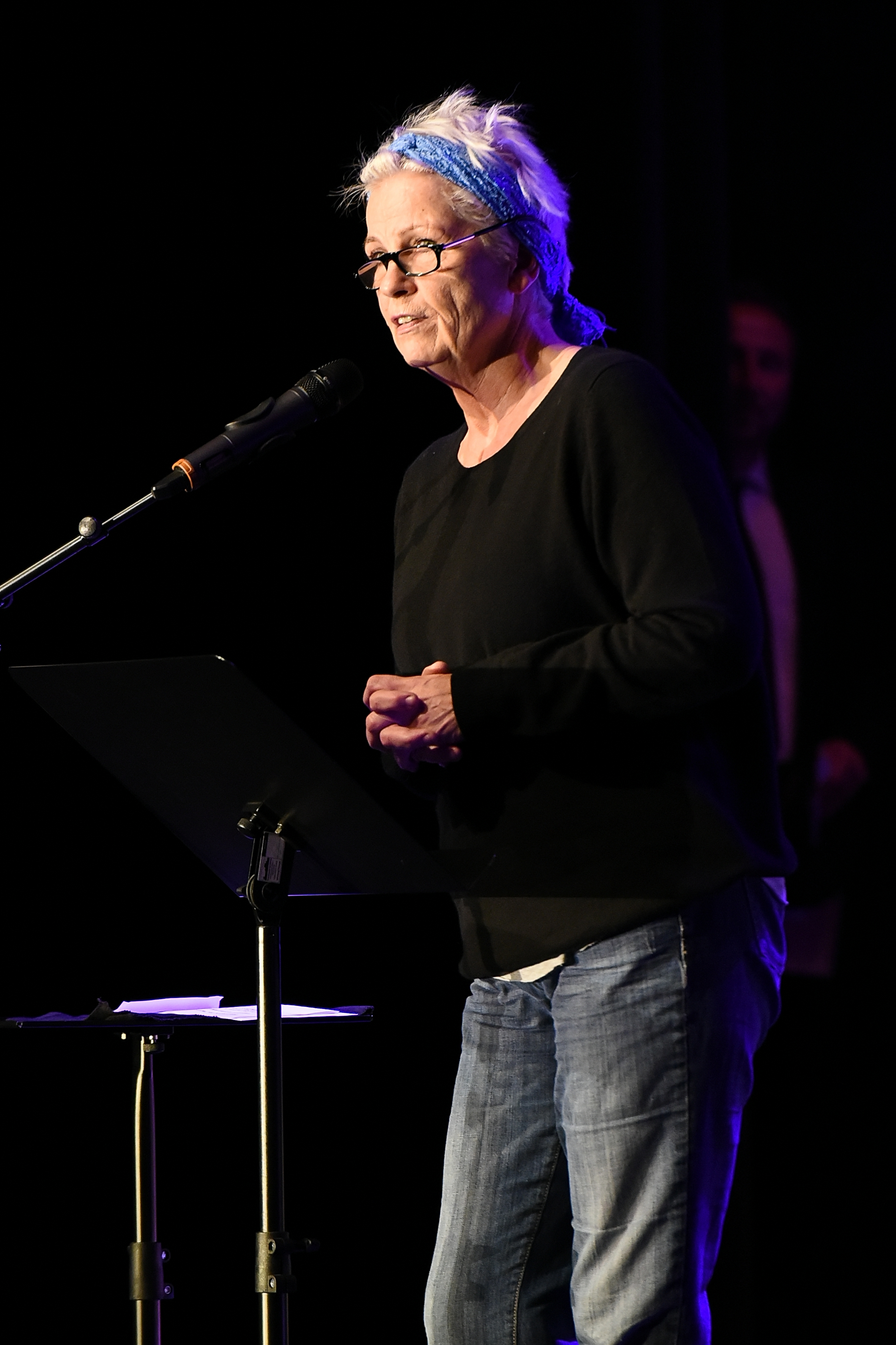
Gerburg Jahnke als Laudatorin bei Tegtmeiers Erben, 2015

Gerburg Erna Jahnke (* 18. Januar 1955 in Oberhausen-Osterfeld) ist eine deutsche Kabarettistin, Moderatorin, Schauspielerin und Regisseurin, die zuerst durch das Kabarettduo Missfits bekannt wurde.

## Leben

### Herkunft und Ausbildung
Jahnke studierte Kunst und Germanistik an der Kunstakademie Düsseldorf und in Münster. Nach dem Ersten Staatsexamen entschied sie sich gegen den Lehrerberuf und wandte sich dem Theater zu: Mit einer Frauenstraßentheatertruppe tourte sie durch Deutschland und Frankreich.

### Persönliches
Seit 1994 ist sie mit Hajo Sommers, dem ehemaligen Vorsitzenden des Fußballvereins Rot-Weiß Oberhausen und langjährigem Betreiber des Ebertbades in Oberhausen, verlobt.

## Wirken
1985 gründete Jahnke mit Stephanie Überall das Kabarettduo Missfits, das 20 Jahre bestand und in dieser Zeit zu einem der bekanntesten deutschen Kabarettduos wurde. 2004 erhielt sie zusammen mit Stephanie Überall die Auszeichnung Bürgerin des Ruhrgebiets.
Auch nach der Trennung der Missfits 2005 blieb Jahnke in der nordrhein-westfälischen Kabarettszene präsent. 2006 war sie unter anderem mit Uwe Lyko und Jochen Malmsheimer in der Revue Fußballfieber zu sehen, außerdem war sie einige Zeit jeden Dienstag beim U-Punkt auf WDR 2 zu hören. Sie trat bis 2010 regelmäßig bei Fritz und Hermann auf. Von 2007 bis 2018 moderierte sie die TV-Kabarettsendung Ladies Night, anfänglich im WDR und später im Ersten. Dabei nutzte sie die unübliche weibliche Form „Gästin“ als ein Schlüsselwort.
Seit März 2009 tourte Jahnke unter anderem mit Krissie Illing, Carolin Kebekus, Patrizia Moresco, Martina Schwarzmann im Rahmen des Programms Frau Jahnke hat eingeladen durch Deutschland.
Im Jahr 2010 arbeiteten Überall und Jahnke erstmals nach fünfjähriger Pause wieder zusammen, und zwar an der Produktion Sehnsucht im Oberhausener Ebertbad. 2012 traten sie gemeinsam zu einer Lesung aus ihrem 1996 veröffentlichten Buch Krapf und Krömmelbein auf. 
Seit November 2020 erscheint wöchentlich ihr und Lisa Fellers Podcast Frau Feller & Frau Jahnke.
Der WDR widmete ihr 2025 zum 70. Geburtstag die Sendung Gerburg Jahnke: „Wenne Mittwoch überlebs, is Donnerstach“.

## Werke

### Bücher
- Missfits: Krapf und Krömmelbein (mit Stephanie Überall). Bastei Lübbe, Bergisch Gladbach 1996, ISBN 3-404-12505-3.

### Filmografie
- 1997: Die Oma ist tot (Film)
- 2002: Der Tod ist kein Beinbruch (Fernsehserie)
- 2009: Butter bei die Fische (Fernsehfilm)
- 2012: Nägel mit Köppen (Fernsehfilm)
- 2016: Radio Heimat (Film)
- 2017: Pottkinder (Film)
- 2023: Mit Harpunen schießt man nicht (Fernsehfilm)

### Fernsehen
- 2007–2018: Ladies Night
- 5. November 2012, 3. Dezember 2012, 4. Februar 2013, 6. Mai 2013, 2. September 2013, 4. November 2013: nuhr im Ersten
- 17. August 2008 und 13. September 2015: Gast bei Zimmer frei! (WDR Fernsehen), sowie in einigen Sendungen als Nachbarin „Nora Nölle“[8]
- 18. Juni 2023: Co-Moderatorin mit Moderator Sven Kroll bei Wir lieben den Westen (WDR Fernsehen)

## Auszeichnungen
- 1991: Lachmesse-Preis Leipziger Löwenzahn mit Stephanie Überall als Missfits
- 1992: Salzburger Stier mit Stephanie Überall als Missfits
- 1993: Deutscher Kleinkunstpreis in der Kategorie „Kleinkunst“ mit Stephanie Überall als Missfits
- 1999: Tegtmeiers Erben – Ehrenpreis mit Stephanie Überall als Missfits
- 2004: Bürgerin des Ruhrgebiets mit Stephanie Überall
- 2011: Zeck-Kabarettpreis – Ehrenpreis Gold ZECK mit Stephanie Überall als Missfits
- 2016: Prix Pantheon – Ehrenpreis Reif & Bekloppt
- 2018: Deutscher Comedypreis – Sonderpreis[9]
- 2020: Deutscher Kleinkunstpreis – Ehrenpreis des Landes Rheinland-Pfalz[10]
- 2022: Hessischer Kabarettpreis (Ehrenpreis)[11]